# Тина Карол
Тина Карол (на украински: Тіна Кароль) е украинска поп певица.
Родена е като Тетяна Либерман на 25 януари 1985 година в миньорското селище Оротукан в Далечния Изток в семейство на украински евреин и украинка, което през 1991 година се премества в Ивано-Франкивск. Занимава се с музика от ранна възраст и през 2006 година представя Украйна на конкурса „Евровизия“. През следващите години издава няколко албума, провежда активна концертна дейност и участва в телевизионни предавания. През 2017 година получава званието народен артист на Украйна.